# Alexis Valido
Alexis Valido Moreno (Las Palmas de Gran Canaria, España, 9 de marzo de 1976) es un voleibolista español que milita en el Club Voleibol 7 islas de la Superliga.

## Trayectoria
Sus comienzos fueron en el baloncesto jugando en las Alcaravaneras pero se encontraba muy lejos de casa y sus resultados académicos bajaron, así que con 13 años comienza a jugar a voleibol en las filas de la Paterna. Dos años después ficha por el Club Voleibol Calvo Sotelo debutando con el primer equipo en la temporada 1992/1993. A la temporada siguiente marcha al Cisneros para inmediatamente volver a las filas del Calvo Sotelo donde permanece hasta1998 cuando marcha al Esmena Gijón retirándose mediada la temporadapor motivos personales.
Poco más tarde, Francisco Hervás lo convoca para la selección absouluta y vuelve a las pistas esta vez como líbero en vez de como receptor como había hecho hasta entonces. Tras pasar una temporada en el PTV Málaga, ficha por el VfB Friedrichshafen con quien consigue entre el año 2000 y el 2006 seis copas alemanas y cuatro Bundesligas. A la temporada siguiente marcha al Tours Volley pero, por problemas de adaptación, está dos meses sin jugar y ficha por el Jusán Canarias.
En 2007 ficha por el Club Voleibol Almería equipo con el que se retira en 2010 tras ganar dos Copas del Rey. En 2012 vuelve a las pistas en las filas del Club Voleibol 7 islas.

## Selección
En 1999 debutó selección española con la que alcanzó más de 300 internacionalidad, sin embargo, una lesión en 2007 le privó de participar en el Campeonato de Europa 2007 del que España fue campeona.